# Luizi-Călugăra
Luizi-Călugăra – wieś w Rumunii, w okręgu Bacău, w gminie Luizi-Călugăra. W 2011 roku liczyła 2060 mieszkańców.